# Dayiro Castañeda
Dayiro Castañeda Málaga (Lima, 24 de febrero de 2005) es un actor, cantante y bailarín peruano, que ganó reconocimiento por haber desarrollado la mayor parte de su carrera artística en programas de televisión, telenovelas y películas en su país durante los años 2010. 
Dentro de sus participaciones en ellas, es conocido por haber protagonizado la película ¡Asu mare!, interpretando al actor y comediante Carlos Alcántara en su etapa de niñez, y por su papel estelar de Federico «Frijolito» en la telenovela Mi amor, el wachimán de América Televisión.

## Biografía

### Primeros años
Nació el 24 de febrero de 2005 en Lima, bajo el nombre completo de Dayiro Castañeda Málaga. Es el segundo de dos hermanos.

### Trayectoria
Comenzó su carrera artística a la edad de cuatro años como parte del segmento de la secuencia Los pequeños angelitos del programa concurso Habacilar en el año 2009. Gracias a su talento, le ha permitido participar ocasionalmente en diferentes programas de la televisión peruana como Magaly TeVe y A primera hora. En el año 2010 participó en el programa Don Francisco presenta como entrevistado, además de mostrar sus dotes artísticos por el baile y la comedia.
A partir de 2011 inicia su etapa en la actuación, haciendo su debut actoral con la teleserie peruana Gamarra, bajo el papel de Héctor Gamarra de niño, acreditándose dentro del rol de protagonista y  participación especial. Al año siguiente, fue anunciado en el reparto central de la telenovela Mi amor, el wachimán como Federico «Frijolito», un niño huérfano que trabajaba como payaso para mantener a Don Lucho, un señor que lo trataba mal, y más tarde entraría en adopción. Volvió a interpretar al personaje en la segunda y tercera temporada de la ficción en los años 2013 y 2014 respectivamente.
En el año 2013, alcanza un reconocimiento en el cine peruano como protagonista y participación especial de la película biográfica-cómica ¡Asu mare!, interpretando al actor y comediante Carlos Alcántara en su etapa infantil, siendo escogido por el cineasta Ricardo Maldonado para el rodaje grabado en 2012.
En ese año, fue condecorado en el evento III Caminata 4K por la Prevención a la Explotación Sexual de Niños, Niñas y Adolescentes por parte de la congresista Karla Schaefer Cuculiza, gracias a su interpretación de su tema musical «Yo puedo decir que no». Durante esa época, estrenó su canal de YouTube bajo el nombre de Dayiro TV, enfocado en sus videos artísticos, y fue parte del reparto principal de la teleserie Vacaciones en Grecia como Walter Junior Huaroto «Rocoto».
En el año 2014, debuta como cantante bajo el simple nombre de Dayiro, interpretando la canción «El baile de la pulga», instalándose en el género pop.
En el año 2015, formó su propio colegio para niños de escasos recursos.
Castañeda fue invitado especial y entrevistado del programa colombiano Grandes chicos en 2016.
En el año 2017, fue coprotagonista de la película Cebiche de tiburón, bajo el papel de Brujini, el sobrino del aprendiz de brujo Toyo Sordo, interpretado por el actor Sergio Galliani. A lo paralelo, Castañeda fue parte de la banda sonora de la dicha cinta, en el cual interpretó la canción «El baile del tiburón».
En el año 2018, Castañeda fue parte del reparto principal de la película cómica Margarita 2 y la banda de los hermanos mayores interpretando a Diego, el amigo de la protagonista Margarita. Al poco tiempo, anunció su retiro indefinido de la actuación a la edad de 12 años. Según en su entrevista para el programa Estás en todas en el año 2024, Castañeda afirmó que su enfoque a sus estudios de música fue la causa de su desaparición actoral y televisiva.
Castañeda lanzó su sencillo The number one en 2018, bajo el formato de música infantil.[cita requerida]
Más tarde, en 2020 recibió una propuesta de la compañía discográfica Warner Music Latina para su relanzamiento musical como solista. Como parte de su estreno, lanzó el cover de «Estos celos» del fallecido cantante Vicente Fernández. Al año siguiente, vuelve a la televisión peruana como invitado del magacín En boca de todos de América Televisión.
En el año 2022, estrenó su grupo musical Dayiro & Orquesta, realizando otras versiones en el género cumbia peruana. En el año 2024, anunció su nuevo proyecto musical bajo la composición musical de su padre, el compositor Joel Castañeda, siendo previsto para noviembre y diciembre de ese año.Previo a ello, fue intérprete de la versión de «La ladrona» de Diego Verdaguer.
Vuelve a la actuación en 2024 dentro del reparto recurrente de la telenovela Tu nombre y el mío, bajo el personaje de Lorenzo Domínguez, un joven cantante de cumbia.[cita requerida]

## Filmografía

### Televisión
| Año       | Título                 | Rol                             | Notas                                        | Emisión            |
| --------- | ---------------------- | ------------------------------- | -------------------------------------------- | ------------------ |
| 2009      | Habacilar              | Él mismo                        | Parte de la secuencia Los pequeños angelitos | América Televisión |
| 2009      | A primera hora         | Él mismo                        | Entrevistado junto a Miguel Barraza          | Frecuencia Latina  |
| 2009      | Magaly TeVe            | Él mismo                        | Invitado especial                            | ATV                |
| 2010      | Don Francisco presenta | Él mismo                        | Invitado especial                            | Univisión          |
| 2011      | A prueba de niños      | Él mismo                        | Parte del elenco                             | América Televisión |
| 2011      | Gamarra                | Héctor Gamarra Fernández (niño) | Participación especial y debut actoral       | América Televisión |
| 2012-2014 | Mi amor, el wachimán   | Federico «Frejolito»            | Reparto principal                            | América Televisión |
| 2013-2014 | Vacaciones en Grecia   | Walter Junior Huaroto «Rocoto»  | Reparto principal                            | América Televisión |
| 2013      | Historias reales       |                                 | Protagonista                                 | Bethel Televisión  |
| 2014-2015 | Locura de amor         | Raúl Jr. Salas López            | Reparto principal                            | América Televisión |
| 2016      | Grandes chicos         | Él mismo                        | Invitado                                     | Canal RCN          |
| 2021      | En boca de todos       | Él mismo                        | Invitado especial                            | América Televisión |
| 2024      | Estás en todas         | Él mismo                        | Invitado especial                            | América Televisión |
| 2024      | Tu nombre y el mío     | Lorenzo Domínguez               | Reparto recurrente                           | América Televisión |

### Cine
| Año  | Título                                         | Rol                              | Notas                                 |
| ---- | ---------------------------------------------- | -------------------------------- | ------------------------------------- |
| 2013 | ¡Asu mare!                                     | Carlos «Cachín» Alcántara (niño) | Protagonista y participación especial |
| 2017 | Cebiche de tiburón                             | Brujini                          | Coprotagonista                        |
| 2018 | Margarita 2 y la banda de los hermanos mayores | Diego                            | Reparto principal                     |

### Programa web
- Dayiro TV (2015-2022), presentador, bailarín y cantante.

### Spot publicitario
- Betunes Santiago (2014), imagen comercial.

## Discografía

### LP de estudio
- 2018: The number one
- 2021: Chu chu wa

## Reconocimientos
- Reconocimiento del evento III Caminata 4K por la Prevención a la Explotación Sexual de Niños, Niñas y Adolescentes (2013)